# Élections cantonales de 1998 dans le Finistère
Les élections cantonales ont eu lieu les 15 et 22 mars 1998.
Lors de ces élections, 28 des 54 cantons du Finistère ont été renouvelés. Elles ont vu une conquête par le PS de la majorité RPR dirigée par Charles Miossec, président du conseil général depuis 1988.

## Contexte départemental

### Assemblée départementale sortante
| Parti                              | Sigle       | Élus |
| ---------------------------------- | ----------- | ---- |
| Majorité (36 sièges)               |             |      |
| Rassemblement pour la République   | RPR         | 21   |
| Union pour la démocratie française | UDF         | 15   |
| Opposition (18 sièges)             |             |      |
| Parti socialiste                   | PS          | 16   |
| Parti communiste français          | PCF et App. | 2    |
| Président du conseil général       |             |      |
| Charles Miossec (RPR)              |             |      |

## Résultats à l’échelle du département
Répartition départementale des résultats (1er tour).
- EXG-PCF-Alt. (10,11 %)
- PS-DVG-PRS (34,70 %)
- Verts-UDB (4,91 %)
- RPR (22,00 %)
- UDF (16,74 %)
- DVD (4,10 %)
- FN (7,27 %)

| Étiquette      | Étiquette                          | Premier tour | Premier tour | Second tour | Second tour | Sièges |
| Étiquette      | Étiquette                          | Voix         | %            | Voix        | %           | Sièges |
| -------------- | ---------------------------------- | ------------ | ------------ | ----------- | ----------- | ------ |
|                | Parti socialiste                   | 61 330       | 31,82        | 62 356      | 44,29       | 16     |
|                | Parti communiste français          | 10 503       | 5,45         |             |             |        |
|                | Les Alternatifs                    | 8 749        | 4,54         | 5 659       | 4,02        | 1      |
|                | Les Verts                          | 6 387        | 3,31         |             |             |        |
|                | Divers gauche                      | 3 727        | 1,93         |             |             |        |
|                | Union démocratique bretonne        | 2 699        | 1,60         |             |             |        |
|                | Parti radical de gauche            | 295          | 0,15         |             |             |        |
|                | Extrême gauche                     | 236          | 0,12         |             |             |        |
| Gauche         | Gauche                             | 93 926       | 48,92        | 67 597      | 48,42       | 17     |
|                |                                    |              |              |             |             |        |
|                | Rassemblement pour la République   | 42 412       | 22,00        | 20 723      | 14,72       | 7      |
|                | Union pour la démocratie française | 32 271       | 16,74        | 48 822      | 34,68       | 4      |
|                | Front national                     | 14 022       | 7,27         |             |             |        |
|                | Divers droite                      | 7 745        | 4,02         |             |             |        |
|                | Génération écologie                | 158          | 0,08         |             |             |        |
| Droite         | Droite                             | 96 608       | 50,11        | 72 004      | 51,58       | 11     |
|                |                                    |              |              |             |             |        |
| Inscrits       | Inscrits                           | 321 011      | 100,00       | 244 779     | 100,00      |        |
| Abstention     | Abstention                         | 121 462      | 37,84        | 98 191      | 40,11       |        |
| Votants        | Votants                            | 199 549      | 62,16        | 146 588     | 59,89       |        |
| Blancs et nuls | Blancs et nuls                     | 6 793        | 3,40         | 5 800       | 3,96        |        |
| Exprimés       | Exprimés                           | 192 756      | 96,60        | 140 788     | 96,04       |        |

### Résultats en nombre de sièges
| Parti | Sièges mis en jeu | Élus | Évolution |
| ----- | ----------------- | ---- | --------- |
| PS    | 6                 | 16   | +10       |
| DVG   | 1                 | 1    | =         |
| RPR   | 12                | 7    | -5        |
| UDF   | 9                 | 4    | -5        |

### Assemblée départementale élue
| Parti                              | Sigle   | Élus |
| ---------------------------------- | ------- | ---- |
| Majorité (28 sièges)               |         |      |
| Parti socialiste                   | PS      | 26   |
| Parti communiste français          | App.PCF | 2    |
| Opposition (26 sièges)             |         |      |
| Rassemblement pour la République   | RPR     | 16   |
| Union pour la démocratie française | UDF     | 10   |
| Président du conseil général       |         |      |
| Pierre Maille (PS)                 |         |      |

### Liste des élus
| Canton             | Conseiller sortant   | Parti | Parti | Conseiller élu         | Parti | Parti |
| ------------------ | -------------------- | ----- | ----- | ---------------------- | ----- | ----- |
| Arzano             | Jean Lomenech        |       | RPR   | Marie-Isabelle Doussal |       | PS    |
| Bannalec           | Yvon Le Bris         |       | PS    | Yvon Le Bris           |       | PS    |
| Brest-Cavale       | Jacques Berthelot    |       | RPR   | Pascale Mahé           |       | PS    |
| Brest-Kerichen     | Albert Di Comun      |       | UDF   | Yvon Berthou           |       | PS    |
| Brest-L'Hermitage  | Jean-Yves Le Borgne  |       | UDF   | Jean-Paul Glémarec     |       | PS    |
| Brest-Lambézellec  | Daniel Abiven        |       | PS    | Daniel Abiven          |       | PS    |
| Brest-Plouzané     | Yves Pagès           |       | UDF   | Chantal Simon Guillou  |       | DVG   |
| Brest-Recouvrance  | Pierre Maille        |       | PS    | Yves Ménesguen         |       | PS    |
| Brest-Saint-Marc   | Dominique Le Gall    |       | RPR   | Patricia Adam          |       | PS    |
| Brest-Saint-Pierre | Marcel Le Floch      |       | UDF   | Pierre Maille          |       | PS    |
| Carhaix-Plouguer   | Jean Rohou           |       | RPR   | Richard Ferrand        |       | DVG   |
| Concarneau         | Paulette Lecroc      |       | UDF   | Jean Lozac'h           |       | PS    |
| Crozon             | Jean-Jacques Fabien  |       | RPR   | Jean-Jacques Fabien    |       | RPR   |
| Daoulas            | André Le Gac         |       | DVG   | André Le Gac           |       | DVG   |
| Fouesnant          | Roger Le Goff        |       | UDF   | Roger Le Goff          |       | UDF   |
| Guilvinec          | Pierre Draoulec*     |       | UDF   | Yannick Le Moigne      |       | UDF   |
| Lanmeur            | Jean-René Cadran*    |       | PS    | Jean-Luc Fichet        |       | PS    |
| Lannilis           | Jean-Michel Perhirin |       | RPR   | Jean-Louis Kerboull    |       | RPR   |
| Plabennec          | Louis Coz            |       | RPR   | Louis Coz              |       | RPR   |
| Pleyben            | Jean Pirche          |       | RPR   | Jean Pirche            |       | RPR   |
| Ploudalmézeau      | Antoine Corolleur    |       | RPR   | Antoine Corolleur      |       | RPR   |
| Plouescat          | Yves Priser*         |       | RPR   | Jacques Le Guen        |       | RPR   |
| Plouzévédé         | Jacques de Menou     |       | RPR   | Jacques de Menou       |       | RPR   |
| Pont-Croix         | Henri Cogan          |       | UDF   | Henri Cogan            |       | UDF   |
| Pont-l'Abbé        | Sébastien Jolivet*   |       | UDF   | Annick Le Loch         |       | PS    |
| Rosporden          | Gilbert Monfort      |       | PS    | Gilbert Monfort        |       | PS    |
| Saint-Pol-de-Léon  | Adrien Kervella      |       | RPR   | Adrien Kervella        |       | RPR   |
| Saint-Thégonnec    | Yvon Abiven          |       | DVG   | Yvon Abiven            |       | DVG   |

*Conseillers généraux sortants ne se représentant pas

## Résultats par canton

### Canton d'Arzano
| Candidats | Candidats              | Étiquette | Premier tour | Premier tour | Second tour | Second tour |
| Candidats | Candidats              | Étiquette | Voix         | %            | Voix        | %           |
| --------- | ---------------------- | --------- | ------------ | ------------ | ----------- | ----------- |
|           | Jean Lomenech *        | App.RPR   | 1 229        | 44,64        | 1 319       | 46,72       |
|           | Marie-Isabelle Doussal | PS        | 1 159        | 42,10        | 1 504       | 53,28       |
|           | Roger Carré            | FN        | 140          | 5,09         |             |             |
|           | Marcel Le Dain         | DVG       | 135          | 4,94         |             |             |
|           | Étienne Le Roux        | PCF       | 97           | 3,52         |             |             |
|           |                        |           |              |              |             |             |
| Inscrits  | Inscrits               | Inscrits  | 3 959        | 100,00       | 3 959       | 100,00      |
| Votants   | Votants                | Votants   | 2 825        | 71,36        | 2 930       | 74,01       |
| Exprimés  | Exprimés               | Exprimés  | 2 753        | 97,45        | 2 823       | 96,35       |

*sortant

### Canton de Bannalec
| Candidats | Candidats        | Étiquette | Premier tour | Premier tour |
| Candidats | Candidats        | Étiquette | Voix         | %            |
| --------- | ---------------- | --------- | ------------ | ------------ |
|           | Yvon Le Bris *   | PS        | 2 352        | 55,89        |
|           | Daniel Le Pennec | RPR       | 1 117        | 26,55        |
|           | Norbert Duigou   | PCF       | 434          | 10,31        |
|           | Thierry Thuault  | FN        | 305          | 7,25         |
|           |                  |           |              |              |
| Inscrits  | Inscrits         | Inscrits  | 7 104        | 100,00       |
| Votants   | Votants          | Votants   | 4 382        | 61,68        |
| Exprimés  | Exprimés         | Exprimés  | 4 208        | 96,03        |

*sortant

### Canton de Brest-Cavale-Blanche-Bohars-Guilers
| Candidats | Candidats           | Étiquette | Premier tour | Premier tour | Second tour | Second tour |
| Candidats | Candidats           | Étiquette | Voix         | %            | Voix        | %           |
| --------- | ------------------- | --------- | ------------ | ------------ | ----------- | ----------- |
|           | Jean Mobian         | PS        | 3 050        | 43,76        | 3 792       | 55,91       |
|           | Jacques Berthelot * | RPR       | 2 679        | 38,44        | 2 990       | 44,09       |
|           | Michel Briand       | Verts     | 626          | 8,98         |             |             |
|           | Stéphane Le Prime   | FN        | 387          | 5,55         |             |             |
|           | Bruno Guigourese    | PCF       | 228          | 3,27         |             |             |
|           |                     |           |              |              |             |             |
| Inscrits  | Inscrits            | Inscrits  | 12 097       | 100,00       | 12 097      | 100,00      |
| Votants   | Votants             | Votants   | 7 180        | 59,35        | 6 961       | 57,54       |
| Exprimés  | Exprimés            | Exprimés  | 6 970        | 97,08        | 6 782       | 97,43       |

*sortant

### Canton de Brest-Kerichen
| Candidats | Candidats         | Étiquette | Premier tour | Premier tour | Second tour | Second tour |
| Candidats | Candidats         | Étiquette | Voix         | %            | Voix        | %           |
| --------- | ----------------- | --------- | ------------ | ------------ | ----------- | ----------- |
|           | Yvon Berthou      | PS        | 2 058        | 39,04        | 2 857       | 59,26       |
|           | Albert Di Comun * | UDF-FD    | 1 732        | 32,86        | 1 964       | 40,74       |
|           | Roger Clorennec   | FN        | 522          | 9,90         |             |             |
|           | Jacqueline Héré   | PCF       | 385          | 7,30         |             |             |
|           | Ronan Divard      | UDB       | 291          | 5,52         |             |             |
|           | Annie Borvon      | Alt-Verts | 283          | 5,37         |             |             |
|           |                   |           |              |              |             |             |
| Inscrits  | Inscrits          | Inscrits  | 10 806       | 100,00       | 10 806      | 100,00      |
| Votants   | Votants           | Votants   | 5 429        | 50,24        | 4 958       | 45,88       |
| Exprimés  | Exprimés          | Exprimés  | 5 271        | 97,09        | 4 821       | 97,24       |

*sortant

### Canton de Brest-L'Hermitage-Gouesnou
| Candidats | Candidats            | Étiquette | Premier tour | Premier tour | Second tour | Second tour |
| Candidats | Candidats            | Étiquette | Voix         | %            | Voix        | %           |
| --------- | -------------------- | --------- | ------------ | ------------ | ----------- | ----------- |
|           | Jean-Paul Glémarec   | PS        | 2 496        | 39,97        | 3 176       | 54,12       |
|           | Jean-Yves Le Borgne* | UDF       | 2 301        | 36,85        | 2 693       | 45,88       |
|           | Pierre Cocquebert    | Verts     | 428          | 6,86         |             |             |
|           | Grégory Hamon        | FN        | 525          | 8,41         |             |             |
|           | Jacques Arnal        | DVD       | 263          | 4,21         |             |             |
|           | Lucienne Inizan      | PCF       | 231          | 3,70         |             |             |
|           |                      |           |              |              |             |             |
| Inscrits  | Inscrits             | Inscrits  | 11 066       | 100,00       | 11 066      | 100,00      |
| Votants   | Votants              | Votants   | 6 429        | 58,10        | 6 039       | 54,57       |
| Exprimés  | Exprimés             | Exprimés  | 6 244        | 97,12        | 5 869       | 97,19       |

*sortant

### Canton de Brest-Lambézellec
| Candidats | Candidats       | Étiquette | Premier tour | Premier tour |
| Candidats | Candidats       | Étiquette | Voix         | %            |
| --------- | --------------- | --------- | ------------ | ------------ |
|           | Daniel Abiven * | PS        | 2 450        | 51,19        |
|           | Henry Le Fourn  | UDF       | 1 173        | 24,51        |
|           | Marc Sawicki    | Verts     | 407          | 8,35         |
|           | Olivier Morize  | FN        | 459          | 9,59         |
|           | Yves Le Berre   | PCF       | 297          | 6,21         |
|           |                 |           |              |              |
| Inscrits  | Inscrits        | Inscrits  | 9 627        | 100,00       |
| Votants   | Votants         | Votants   | 4 917        | 51,08        |
| Exprimés  | Exprimés        | Exprimés  | 4 786        | 97,34        |

*sortant

### Canton de Brest-Plouzané
Ce canton vient d'une scission de celui de Canton de Brest-1, l'autre partie forme le Canton de Brest-Saint-Pierre.
| Candidats | Candidats           | Étiquette | Premier tour | Premier tour | Second tour | Second tour |
| Candidats | Candidats           | Étiquette | Voix         | %            | Voix        | %           |
| --------- | ------------------- | --------- | ------------ | ------------ | ----------- | ----------- |
|           | Yvette Duval        | PS        | 2 469        | 38,03        | 2 857       | 59,26       |
|           | Yves Pagès *        | UDF       | 2 147        | 33,07        | 1 964       | 40,74       |
|           | Henri Le Guen       | Alt.      | 626          | 9,64         |             |             |
|           | Pierre-Jean Bodiger | FN        | 544          | 8,38         |             |             |
|           | Marif Loussouarn    | Verts     | 487          | 7,50         |             |             |
|           | Nathalie Francès    | PCF       | 220          | 3,39         |             |             |
|           |                     |           |              |              |             |             |
| Inscrits  | Inscrits            | Inscrits  | 10 986       | 100,00       | 10 986      | 100,00      |
| Votants   | Votants             | Votants   | 6 702        | 61,01        | 4 958       | 44,22       |
| Exprimés  | Exprimés            | Exprimés  | 6 493        | 96,88        | 4 821       | 97,24       |

*sortant

### Canton de Brest-Recouvrance
Pierre Maille (PS) élu depuis 1985 se représente dans le Canton de Brest-Saint-Pierre.
| Candidats | Candidats                  | Étiquette | Premier tour | Premier tour | Second tour | Second tour |
| Candidats | Candidats                  | Étiquette | Voix         | %            | Voix        | %           |
| --------- | -------------------------- | --------- | ------------ | ------------ | ----------- | ----------- |
|           | Yves Menesguen             | PS        | 1 982        | 37,98        | 2 767       | 57,95       |
|           | Fortuné Pellicano          | RPR       | 1 259        | 24,12        | 2 008       | 42,05       |
|           | Bernard Pacreau            | FN        | 513          | 9,83         |             |             |
|           | Jean-François Masson       | UDF       | 489          | 9,37         |             |             |
|           | Marie-Françoise Loussouarn | Verts     | 607          | 9,15         |             |             |
|           | Daniel Maloisel            | PCF       | 440          | 8,43         |             |             |
|           | Hubert Casel               | Alt.      | 300          | 5,75         |             |             |
|           | Christian Germain          | PT        | 236          | 4,52         |             |             |
|           |                            |           |              |              |             |             |
| Inscrits  | Inscrits                   | Inscrits  | 9 940        | 100,00       | 9 940       | 100,00      |
| Votants   | Votants                    | Votants   | 5 350        | 53,82        | 4 963       | 49,93       |
| Exprimés  | Exprimés                   | Exprimés  | 5 219        | 97,55        | 4 775       | 96,22       |

### Canton de Brest-Saint-Marc
| Candidats | Candidats           | Étiquette | Premier tour | Premier tour | Second tour | Second tour |
| Candidats | Candidats           | Étiquette | Voix         | %            | Voix        | %           |
| --------- | ------------------- | --------- | ------------ | ------------ | ----------- | ----------- |
|           | Patricia Adam       | PS        | 2 860        | 37,69        | 4 091       | 58,83       |
|           | Dominique Le Gall * | RPR       | 2 420        | 31,89        | 2 863       | 41,17       |
|           | Marie-Ange Léal     | FN        | 766          | 10,09        |             |             |
|           | Jean Guéguéniat     | FB-UDB    | 683          | 9,00         |             |             |
|           | Guy Abgrall         | PCF       | 416          | 5,48         |             |             |
|           | Allain Jouis        | Alt-Verts | 410          | 5,40         |             |             |
|           | Fabrice Deniel      | Chôm.     | 34           | 0,45         |             |             |
|           |                     |           |              |              |             |             |
| Inscrits  | Inscrits            | Inscrits  | 14 372       | 100,00       | 14 372      | 100,00      |
| Votants   | Votants             | Votants   | 7 855        | 54,66        | 7 196       | 50,07       |
| Exprimés  | Exprimés            | Exprimés  | 7 589        | 96,61        | 6 954       | 96,64       |

*sortant

### Canton de Brest-Saint-Pierre
| Candidats | Candidats         | Étiquette    | Premier tour | Premier tour | Second tour | Second tour |
| Candidats | Candidats         | Étiquette    | Voix         | %            | Voix        | %           |
| --------- | ----------------- | ------------ | ------------ | ------------ | ----------- | ----------- |
|           | Pierre Maille     | PS           | 2 194        | 44,08        | 2 682       | 57,33       |
|           | Marcel Le Floch * | UDF (ex RPR) | 1 688        | 33,92        | 1 996       | 42,77       |
|           | Yves Sellier      | FN           | 488          | 9,81         |             |             |
|           | Gaëlle Abily      | PCF          | 251          | 5,04         |             |             |
|           | Esther Guéguen    | Chôm.        | 206          | 4,14         |             |             |
|           | Stéphane Péan     | UDB          | 150          | 3,01         |             |             |
|           |                   |              |              |              |             |             |
| Inscrits  | Inscrits          | Inscrits     | 9 292        | 100,00       | 9 292       | 100,00      |
| Votants   | Votants           | Votants      | 5 110        | 54,99        | 4 817       | 51,84       |
| Exprimés  | Exprimés          | Exprimés     | 4 977        | 97,40        | 4 678       | 97,11       |

*sortant

### Canton de Carhaix-Plouguer
| Candidats | Candidats             | Étiquette    | Premier tour | Premier tour | Second tour | Second tour |
| Candidats | Candidats             | Étiquette    | Voix         | %            | Voix        | %           |
| --------- | --------------------- | ------------ | ------------ | ------------ | ----------- | ----------- |
|           | Richard Ferrand       | PS           | 1 890        | 22,34        | 4 459       | 53,01       |
|           | André Le Roux         | UDF          | 1 850        | 21,87        | 3 953       | 46,99       |
|           | Jean-Pierre Jeudy     | Rénov.PCF    | 1 719        | 20,32        | Retrait     | Retrait     |
|           | Jean Rohou *          | App.RPR      | 984          | 11,63        |             |             |
|           | Yves Rémond           | UDB          | 664          | 7,85         |             |             |
|           | Éric Calmejane        | FN           | 594          | 7,02         |             |             |
|           | Désiré Mahé           | DVG (ex PCF) | 386          | 4,56         |             |             |
|           | Louis-Marie Mondeguer | DVG          | 215          | 2,54         |             |             |
|           | Robert Béby           | GÉ           | 158          | 1,87         |             |             |
|           |                       |              |              |              |             |             |
| Inscrits  | Inscrits              | Inscrits     | 12 257       | 100,00       | 12 257      | 100,00      |
| Votants   | Votants               | Votants      | 8 740        | 71,31        | 8 857       | 72,26       |
| Exprimés  | Exprimés              | Exprimés     | 8 460        | 96,80        | 8 412       | 94,98       |

*sortant

### Canton de Concarneau
| Candidats | Candidats         | Étiquette | Premier tour | Premier tour | Second tour | Second tour |
| Candidats | Candidats         | Étiquette | Voix         | %            | Voix        | %           |
| --------- | ----------------- | --------- | ------------ | ------------ | ----------- | ----------- |
|           | Paulette Lecroc * | DVD-UDF   | 3 471        | 32,38        | 4 982       | 48,61       |
|           | Jean Lozac'h      | PS        | 2 920        | 27,24        | 5 267       | 51,39       |
|           | Claude Drouglazet | Alt.      | 1 067        | 9,95         |             |             |
|           | Yvon Quéroué      | Rénov.PCF | 886          | 8,27         |             |             |
|           | Michel Dor        | FN        | 847          | 7,90         |             |             |
|           | Éric Couvez       | PCF       | 799          | 7,45         |             |             |
|           | Philippe Laporte  | Verts     | 729          | 6,80         |             |             |
|           |                   |           |              |              |             |             |
| Inscrits  | Inscrits          | Inscrits  | 20 083       | 100,00       | 20 083      | 100,00      |
| Votants   | Votants           | Votants   | 11 057       | 55,06        | 10 774      | 53,65       |
| Exprimés  | Exprimés          | Exprimés  | 10 719       | 96,94        | 10 249      | 95,13       |

*sortant

### Canton de Crozon
| Candidats | Candidats             | Étiquette | Premier tour | Premier tour | Second tour | Second tour |
| Candidats | Candidats             | Étiquette | Voix         | %            | Voix        | %           |
| --------- | --------------------- | --------- | ------------ | ------------ | ----------- | ----------- |
|           | Jean-Jacques Fabien * | RPR       | 2 248        | 26,52        | 3 206       | 37,82       |
|           | Jean Cornec           | Diss.PS   | 1 832        | 21,61        | 2 989       | 35,26       |
|           | Joël Le Stum          | App.UDF   | 1 417        | 16,72        | 2 459       | 26,92       |
|           | François Godoc        | DVD-UDF   | 1 417        | 16,72        | Retrait     | Retrait     |
|           | Daniel Magnen         | PS        | 787          | 9,28         |             |             |
|           | Patrick Moulin        | FN        | 766          | 9,04         |             |             |
|           | Patrick Berthelot     | Diss.RPR  | 580          | 6,84         |             |             |
|           | Thierry Bertrancour   | PRS       | 295          | 3,48         |             |             |
|           | François Lucas        | PCF       | 259          | 3,06         |             |             |
|           |                       |           |              |              |             |             |
| Inscrits  | Inscrits              | Inscrits  | 13 037       | 100,00       | 13 037      | 100,00      |
| Votants   | Votants               | Votants   | 8 722        | 66,90        | 8 860       | 67,96       |
| Exprimés  | Exprimés              | Exprimés  | 8 577        | 98,34        | 8 654       | 97,68       |

*sortant

### Canton de Daoulas
| Candidats | Candidats             | Étiquette | Premier tour | Premier tour | Second tour | Second tour |
| Candidats | Candidats             | Étiquette | Voix         | %            | Voix        | %           |
| --------- | --------------------- | --------- | ------------ | ------------ | ----------- | ----------- |
|           | André Le Gac *        | Alt.-PS   | 5 177        | 48,52        | 5 659       | 52,69       |
|           | Dominique Cap         | Diss.UDF  | 3 069        | 28,77        | 5 089       | 47,31       |
|           | Jean-Louis Le Léannec | RPR       | 1 228        | 11,51        |             |             |
|           | René Corler           | FN        | 704          | 6,60         |             |             |
|           | Christian Le Goff     | PCF       | 491          | 4,60         |             |             |
| Inscrits  | Inscrits              | Inscrits  | 18 022       | 100,00       | 18 022      | 100,00      |
| Votants   | Votants               | Votants   | 11 069       | 61,42        | 11 046      | 61,29       |
| Exprimés  | Exprimés              | Exprimés  | 10 669       | 96,39        | 10 741      | 97,24       |

*sortant

### Canton de Fouesnant
| Candidats | Candidats               | Étiquette | Premier tour | Premier tour | Second tour | Second tour |
| Candidats | Candidats               | Étiquette | Voix         | %            | Voix        | %           |
| --------- | ----------------------- | --------- | ------------ | ------------ | ----------- | ----------- |
|           | Roger Le Goff *         | UDF-FD    | 4 933        | 44,84        | 5 576       | 50,77       |
|           | Nathalie Conan          | PS        | 3 423        | 25,33        | 5 408       | 49,23       |
|           | Claudine Dupont-Tingaud | FN        | 1 159        | 10,53        |             |             |
|           | Jean-Claude Le Guen     | PCF       | 745          | 6,77         |             |             |
|           | Jean-Pierre Bigorgne    | Verts     | 742          | 6,74         |             |             |
|           |                         |           |              |              |             |             |
| Inscrits  | Inscrits                | Inscrits  | 17 451       | 100,00       | 17 451      | 100,00      |
| Votants   | Votants                 | Votants   | 11 410       | 65,38        | 11 406      | 65,36       |
| Exprimés  | Exprimés                | Exprimés  | 11 002       | 96,42        | 10 984      | 96,30       |

*sortant

### Canton de Guilvinec
Pierre Draoulec (UDF-FD) élu depuis 1985 ne se représente pas.
| Candidats | Candidats         | Étiquette   | Premier tour | Premier tour | Second tour | Second tour |
| Candidats | Candidats         | Étiquette   | Voix         | %            | Voix        | %           |
| --------- | ----------------- | ----------- | ------------ | ------------ | ----------- | ----------- |
|           | Yannick Le Moigne | App.UDF (*) | 4 229        | 45,45        | 5 254       | 55,65       |
|           | Corentin Cadiou   | PS          | 2 768        | 29,75        | 4 188       | 44,35       |
|           | Marie Cariou      | PCF         | 1 074        | 11,54        |             |             |
|           | Janick Moriceau   | Verts       | 562          | 6,04         |             |             |
|           | Renan Haas        | FN          | 554          | 5,95         |             |             |
|           | Henri Bozec       | RPR         | 118          | 1,27         |             |             |
|           |                   |             |              |              |             |             |
| Inscrits  | Inscrits          | Inscrits    | 14 886       | 100,00       | 14 886      | 100,00      |
| Votants   | Votants           | Votants     | 9 627        | 64,67        | 9 719       | 65,29       |
| Exprimés  | Exprimés          | Exprimés    | 9 305        | 96,66        | 9 442       | 97,15       |

### Canton de Lanmeur
Jean-René Cadran (PS) élu depuis 1979 ne se représente pas.
| Candidats | Candidats             | Étiquette | Premier tour | Premier tour | Second tour | Second tour |
| Candidats | Candidats             | Étiquette | Voix         | %            | Voix        | %           |
| --------- | --------------------- | --------- | ------------ | ------------ | ----------- | ----------- |
|           | Jean-Luc Fichet       | PS (*)    | 2 904        | 47,76        | 3 864       | 63,55       |
|           | Gwénolé Guyomarc'h    | RPR       | 1 643        | 27,02        | 1 740       | 36,45       |
|           | Jules Bouédel         | PCF       | 615          | 10,12        |             |             |
|           | Jean-Pierre Le Morvan | Verts     | 548          | 9,01         |             |             |
|           | Henri Le Mouel        | FN        | 370          | 6,09         |             |             |
|           |                       |           |              |              |             |             |
| Inscrits  | Inscrits              | Inscrits  | 9 609        | 100,00       | 9 609       | 100,00      |
| Votants   | Votants               | Votants   | 6 356        | 66,15        | 5 894       | 61,34       |
| Exprimés  | Exprimés              | Exprimés  | 6 080        | 95,66        | 5 604       | 95,08       |

### Canton de Lannilis
Jean-Michel Perhirin (RPR) élu depuis 1992 ne se représente pas.
| Candidats | Candidats             | Étiquette     | Premier tour | Premier tour | Second tour | Second tour |
| Candidats | Candidats             | Étiquette     | Voix         | %            | Voix        | %           |
| --------- | --------------------- | ------------- | ------------ | ------------ | ----------- | ----------- |
|           | Jean-Louis Kerboull   | UDF - RPR (*) | 2 109        | 27,98        | 3 633       | 54,97       |
|           | Jean-Yves Calvez      | UDF-FD        | 1 722        | 22,84        | 2 976       | 45,03       |
|           | Christian Tréguer     | DVG           | 1 162        | 15,41        |             |             |
|           | Daniel Bescond        | PS            | 674          | 8,94         |             |             |
|           | Claude Guiavarc'h     | Diss.PS       | 549          | 7,28         |             |             |
|           | Charles Tronyo        | FN            | 402          | 5,33         |             |             |
|           | Pol Audren de Kerdrel | DVD           | 221          | 2,93         |             |             |
|           | Jean-Paul Arzur       | UDF           | 192          | 2,55         |             |             |
|           | Christian Martin      | RPR           | 141          | 1,87         |             |             |
|           | Jean-Pierre Tillenon  | EXD-Bzh       | 107          | 1,42         |             |             |
|           | Yvon Mest             | PCF           | 97           | 1,29         |             |             |
|           |                       |               |              |              |             |             |
| Inscrits  | Inscrits              | Inscrits      | 11 837       | 100,00       | 11 837      | 100,00      |
| Votants   | Votants               | Votants       | 7 754        | 65,51        | 7 192       | 60,76       |
| Exprimés  | Exprimés              | Exprimés      | 7 539        | 97,23        | 6 609       | 91,89       |

### Canton de Plabennec
| Candidats | Candidats             | Étiquette | Premier tour | Premier tour |
| Candidats | Candidats             | Étiquette | Voix         | %            |
| --------- | --------------------- | --------- | ------------ | ------------ |
|           | Louis Coz *           | RPR       | 4 962        | 58,83        |
|           | Jacques Maire         | PS        | 2 466        | 29,24        |
|           | Marie-Christine Péron | FN        | 440          | 5,22         |
|           | René L'Hostis         | App.UDB   | 313          | 3,71         |
|           | Daniel Roudaut        | PCF       | 254          | 3,01         |
|           |                       |           |              |              |
| Inscrits  | Inscrits              | Inscrits  | 13 027       | 100,00       |
| Votants   | Votants               | Votants   | 8 695        | 66,75        |
| Exprimés  | Exprimés              | Exprimés  | 8 435        | 97,01        |

*sortant

### Canton de Pleyben
| Candidats | Candidats             | Étiquette | Premier tour | Premier tour |
| Candidats | Candidats             | Étiquette | Voix         | %            |
| --------- | --------------------- | --------- | ------------ | ------------ |
|           | Jean-Jacques Pirche * | RPR       | 2 477        | 56,84        |
|           | Yves Cumunel          | App.PS    | 1 461        | 33,54        |
|           | Patrick Annereau      | FN        | 210          | 4,82         |
|           | Jean-Louis Pascal     | PCF       | 142          | 3,26         |
|           | Yves Le Névanic       | DVD       | 66           | 1,51         |
|           |                       |           |              |              |
| Inscrits  | Inscrits              | Inscrits  | 6 536        | 100,00       |
| Votants   | Votants               | Votants   | 4 486        | 68,64        |
| Exprimés  | Exprimés              | Exprimés  | 4 356        | 97,10        |

*sortant

### Canton de Ploudalmézeau
| Candidats | Candidats             | Étiquette | Premier tour | Premier tour |
| Candidats | Candidats             | Étiquette | Voix         | %            |
| --------- | --------------------- | --------- | ------------ | ------------ |
|           | Antoine Corolleur *   | RPR       | 4 058        | 54,74        |
|           | Anne-Marie Kermorgant | PS        | 2 020        | 27,07        |
|           | Marie-Sophie Hermann  | FN        | 709          | 9,50         |
|           | Yvon Saout            | Verts     | 530          | 7,10         |
|           | Jean-Yves Jézéquel    | PCF       | 146          | 1,96         |
|           |                       |           |              |              |
| Inscrits  | Inscrits              | Inscrits  | 11 878       | 100,00       |
| Votants   | Votants               | Votants   | 7 781        | 65,51        |
| Exprimés  | Exprimés              | Exprimés  | 7 463        | 95,91        |

*sortant

### Canton de Plouescat
Yves Priser (RPR) élu depuis 1979 ne se représente pas.
| Candidats | Candidats             | Étiquette | Premier tour | Premier tour | Second tour | Second tour |
| Candidats | Candidats             | Étiquette | Voix         | %            | Voix        | %           |
| --------- | --------------------- | --------- | ------------ | ------------ | ----------- | ----------- |
|           | Jacques Le Guen       | App.RPR   | 1 562        | 33,14        | 2 480       | 54,81       |
|           | Daniel Jacq           | App.RPR   | 1 294        | 27,46        | 2 045       | 45,19       |
|           | Jean-François Lejeune | DVG       | 616          | 13,07        |             |             |
|           | Marie-Hélène Jestin   | PS        | 530          | 11,25        |             |             |
|           | Jean-Pierre Grassart  | UDF       | 464          | 9,85         |             |             |
|           | Jean-Pierre Toulan    | FN        | 152          | 3,23         |             |             |
|           | Emmanuel Charlès      | PCF       | 95           | 2,02         |             |             |
|           |                       |           |              |              |             |             |
| Inscrits  | Inscrits              | Inscrits  | 6 938        | 100,00       | 6 938       | 100,00      |
| Votants   | Votants               | Votants   | 4 837        | 69,72        | 4 803       | 69,23       |
| Exprimés  | Exprimés              | Exprimés  | 4 713        | 97,44        | 4 525       | 94,21       |

### Canton de Plouzévédé
| Candidats | Candidats          | Étiquette | Premier tour | Premier tour |
| Candidats | Candidats          | Étiquette | Voix         | %            |
| --------- | ------------------ | --------- | ------------ | ------------ |
|           | Jacques de Menou * | RPR       | 2 784        | 54,34        |
|           | Jean-Luc Uguen     | App.PS    | 2 054        | 40,09        |
|           | Stéphane Toulan    | FN        | 125          | 2,44         |
|           | Pierre Péron       | DVD       | 103          | 2,01         |
|           | Jean-Claude Perrot | PCF       | 58           | 1,13         |
|           |                    |           |              |              |
| Inscrits  | Inscrits           | Inscrits  | 7 218        | 100,00       |
| Votants   | Votants            | Votants   | 5 253        | 72,78        |
| Exprimés  | Exprimés           | Exprimés  | 5 124        | 97,54        |

*sortant

### Canton de Pont-Croix
| Candidats | Candidats           | Étiquette | Premier tour | Premier tour | Second tour | Second tour |
| Candidats | Candidats           | Étiquette | Voix         | %            | Voix        | %           |
| --------- | ------------------- | --------- | ------------ | ------------ | ----------- | ----------- |
|           | Henri Cogan *       | UDF       | 1 818        | 18,51        | 4 886       | 54,64       |
|           | Paul Guéguen        | PS        | 1 770        | 18,02        | 4 057       | 45,36       |
|           | Jean-Paul Coatmeur  | RPR       | 1 511        | 15,38        |             |             |
|           | Jean-Claude Hamon   | DVD       | 1 219        | 12,41        |             |             |
|           | Bernard Le Gall     | DVG       | 1 213        | 12,35        |             |             |
|           | Henri Goardon       | App.UDF   | 1 166        | 11,87        |             |             |
|           | Marcel Saoutic      | FN        | 487          | 4,96         |             |             |
|           | Robert Fily         | PCF       | 339          | 3,45         |             |             |
|           | Isabelle Gourlaouen | Verts     | 299          | 3,04         |             |             |
|           |                     |           |              |              |             |             |
| Inscrits  | Inscrits            | Inscrits  | 15 248       | 100,00       | 15 248      | 100,00      |
| Votants   | Votants             | Votants   | 10 018       | 65,70        | 9 377       | 61,50       |
| Exprimés  | Exprimés            | Exprimés  | 9 822        | 98,04        | 8 943       | 95,37       |

*sortant

### Canton de Pont-l'Abbé
Sébastien Jolivet (UDF-FD) élu depuis 1985 ne se représente pas.
| Candidats | Candidats         | Étiquette  | Premier tour | Premier tour | Second tour | Second tour |
| Candidats | Candidats         | Étiquette  | Voix         | %            | Voix        | %           |
| --------- | ----------------- | ---------- | ------------ | ------------ | ----------- | ----------- |
|           | Annick Le Loch    | PS         | 2 775        | 34,50        | 4 278       | 52,59       |
|           | Léa Laurent       | UDF-FD (*) | 1 881        | 23,38        | 3 856       | 47,41       |
|           | Pierre Le Doaré   | App.RPR    | 1 594        | 19,82        | Retrait     | Retrait     |
|           | Yves Goasdoué     | PCF        | 674          | 8,38         |             |             |
|           | Antoine Guillemot | FN         | 476          | 5,92         |             |             |
|           | Christophe Pochic | Verts      | 378          | 4,70         |             |             |
|           | Rémy Quenet       | App.UDB    | 266          | 3,31         |             |             |
|           |                   |            |              |              |             |             |
| Inscrits  | Inscrits          | Inscrits   | 13 073       | 100,00       | 13 073      | 100,00      |
| Votants   | Votants           | Votants    | 8 353        | 63,90        | 8 401       | 64,26       |
| Exprimés  | Exprimés          | Exprimés   | 8 044        | 96,30        | 8 134       | 96,82       |

### Canton de Rosporden
| Candidats | Candidats         | Étiquette | Premier tour | Premier tour | Second tour | Second tour |
| Candidats | Candidats         | Étiquette | Voix         | %            | Voix        | %           |
| --------- | ----------------- | --------- | ------------ | ------------ | ----------- | ----------- |
|           | Gilbert Monfort * | PS        | 2 640        | 42,61        | 3 702       | 64,12       |
|           | Alain Chrétien    | RPR       | 1 801        | 29,07        | 2 072       | 35,88       |
|           | Francis Dufour    | PCF       | 1 022        | 16,50        |             |             |
|           | Robert Blin       | FN        | 401          | 6,47         |             |             |
|           | Paul Guéguéniat   | UDB       | 332          | 5,36         |             |             |
|           |                   |           |              |              |             |             |
| Inscrits  | Inscrits          | Inscrits  | 9 850        | 100,00       | 9 850       | 100,00      |
| Votants   | Votants           | Votants   | 6 488        | 65,87        | 6 094       | 61,87       |
| Exprimés  | Exprimés          | Exprimés  | 6 196        | 95,50        | 5 774       | 94,75       |

*sortant

### Canton de Saint-Pol-de-Léon
| Candidats | Candidats            | Étiquette | Premier tour | Premier tour |
| Candidats | Candidats            | Étiquette | Voix         | %            |
| --------- | -------------------- | --------- | ------------ | ------------ |
|           | Adrien Kervella *    | RPR       | 4 723        | 53,84        |
|           | Henri Simon          | PS        | 2 174        | 24,78        |
|           | Sébastien Tanguy     | FN        | 672          | 7,66         |
|           | Renaud D'Herbrais    | Verts     | 651          | 7,42         |
|           | Jean-Pierre Creignou | PCF       | 552          | 6,29         |
|           |                      |           |              |              |
| Inscrits  | Inscrits             | Inscrits  | 15 445       | 100,00       |
| Votants   | Votants              | Votants   | 9 201        | 59,57        |
| Exprimés  | Exprimés             | Exprimés  | 8 772        | 95,34        |

*sortant

### Canton de Saint-Thégonnec
| Candidats | Candidats          | Étiquette       | Premier tour | Premier tour |
| Candidats | Candidats          | Étiquette       | Voix         | %            |
| --------- | ------------------ | --------------- | ------------ | ------------ |
|           | Yvon Abiven *      | App.PS (ex UDB) | 2 623        | 85,44        |
|           | Geneviève Eléouët  | FN              | 305          | 9,94         |
|           | Christian Colimart | PCF             | 142          | 4,63         |
|           |                    |                 |              |              |
| Inscrits  | Inscrits           | Inscrits        | 5 367        | 100,00       |
| Votants   | Votants            | Votants         | 3 543        | 66,02        |
| Exprimés  | Exprimés           | Exprimés        | 3 070        | 86,65        |

*sortant